# توشيهيكو يوشياما (لاعب كرة قدم مواليد 1989)
توشيهيكو يوشياما (باليابانية: 内山 俊彦) (مواليد 29 أبريل 1989)، هو لاعب كرة قدم ياباني سابق كان يلعب كلاعب وسط.

## وصلات خارجية
- توشيهيكو يوشياما (1989) على موقع رابطة كرة القدم اليابانية للمحترفين (اليابانية)